# Championnat de France de basket-ball de Nationale masculine 2 2016-2017
Navigation
2015-2016 2017-2018
La saison 2016-2017 du championnat de France de basket-ball de Nationale 2 est la 19e édition du championnat de France de basket-ball de Nationale masculine 2 sous cette dénomination. La NM2 est le quatrième plus haut niveau du championnat de France de basket-ball. Cinquante-quatre clubs répartis en quatre poules participent à la compétition. La NM2 est dirigée par la Fédération française de basket-ball, c'est le second niveau amateur.

## Formule
À la fin de la saison, les deux premières équipes au classement de chacune des quatre poules se retrouvent pour disputer un quart de finale aller-retour, avec une belle en cas d'égalité sur les deux premiers matchs. Les vainqueurs respectifs de ces quarts de finale sont promus en Nationale 1 sous réserve d'acceptation de leurs finances par la DNCG. Les quatre vainqueurs se retrouvent pour jouer un Final Four en deux jours sur terrain neutre. Le vainqueur de ce Final Four est désigné Champion de France de Nationale 2.
La saison précédente, c'est le Gries Oberhoffen qui a été sacré champion et qui a été promu en NM1, accompagné de Lorient, Andrézieux-Bouthéon et 
Rennes.
Les équipes classées de la 12e à la 14e place des quatre poules à l’issue de la saison régulière du championnat sont reléguées en Nationale 3. Malgré tout, certaines peuvent être repêchées en cas de non satisfaction par la DNCG des montées de Nationale 3.
La saison 2016-2017 débute le 17 septembre 2016 et la saison régulière se termine le 13 mai 2017. Elle compte 26 journées de championnat. Les playoffs se déroulent en mai.

## Clubs participants

### Clubs relégués et promus de la saison 2015-2016
Club relégué de Nationale Masculine 1 en 2015-2016 :
- Mulhouse (14e)
- Bordeaux (15e)
- Berck (16e)
- La Rochelle (17e).

Clubs promus de Nationale Masculine 3 en 2015-2016 :
- Le Cannet Cote d'Azur Basket (vainqueur de la Poule A)
- Union Venelles Golgoths Basket 13 (vainqueur de la poule B)
- REAL Chalossais (vainqueur de la poule C)
- La Bérichonne de Chateauroux (vainqueur de la poule D)
- Rezé Basket 44 (vainqueur de la poule E)
- Pays de Fougères Basket (vainqueur de la poule F)
- Alerte Juvisy Basket (vainqueur de la poule G)
- USO Bruay Labuissière (vainqueur de la poule H)
- Union Sportive Maubeugeoise (vainqueur de la poule I)
- Basket Club Longwy Rehon (vainqueur de la poule J)
- Pfastatt AS Saint-Maurice (vainqueur de la poule K)
- JL Bourg 2 (vainqueur de la poule L)

L'Union Bourbourg Grande-Synthe, maintenu sportivement en 2015-2016, décide de dissoudre l'union entre Bourbourg et Grande-Synthe et de repartir avec l'OGS Basket en Nationale 3.

### Composition des poules
| Poule A (Sud) - JSA Bordeaux Basket (Bordeaux) - Dax Gamarde basket 40 (Dax, Gamarde-les-Bains) - ES Gardonne (Gardonne) - Azuréa Club Golfe-Juan-Vallauris (Golfe-Juan) - Le Cannet Cote d'Azur Basket (Le Cannet) - Beyssac Beaupuy Marmande (Marmande) - Stade Marseillais UC (Marseille) - Garonne ASPTT Basket (Meilhan-Sur-Garonne) - Élan béarnais Pau Nord-Est (Pau) - REAL Chalossais (Saint-Aubin) - USA Toulouges (Toulouges) - IE-CTC Alliance Toulouse Basket-ATB (Toulouse) - Valence Condom Gers Basket (Valence) - Union Venelles Golgoths Basket 13 (Venelles) | Poule B (Ouest) - Angers Étoile d'Or St Léonard (Angers) - Brissac Aubance Basket (Brissac-Quincé) - La Berrichonne de Châteauroux (Châteauroux) - AS Cherbourg (Cherbourg) - Cognac Charente Basket-ball (Cognac) - Pays de Fougères Basket (Fougères) - Club Sportif Gravenchonnais (Gravenchon) - La Charité Basket 58 (La-Charité-sur-Loire) - La Rochelle Rupella 17 (La Rochelle) - Pays des Olonnes Basket (Les Sables-d'Olonne) - Pornic Basket (Pornic) - Rezé Basket 44 (Rezé) - USV Ré Basket (Saint-Clément-Des-Baleines) - Union Tours Basket Métropole (Tours)                                                       |
| Poule C (Nord) - Berck Basket Club (Berck) - USO Bruay Labuissière (Bruay-la-Buissière) - Calais Basket Cheminots JMC (Calais) - Cergy-Pontoise Basket-Ball (Cergy) - Jœuf Homécourt basket (Jœuf) - Alerte Juvisy Basket (Juvisy) - AS Kaysersberg Ammerschwihr BCA (Kaysersberg) - Basket Club Longwy Rehon (Longwy) - Union Sportive Maubeugeoise (Maubeuge) - Union Sainte-Marie Metz Basket (Metz) - W.O.S.B. (Otterswiller) - Tourcoing S M (Tourcoing) - Tremblay Athlétique Club (Tremblay-en-France) - Stade de Vanves Basket (Vanves)                                 | Poule D (Est) - US Aubenas Basket (Aubenas) - Besançon Avenir Comtois (Besançon) - JL Bourg 2 (Bourg-en-Bresse) - Ouest Lyonnais Basket (Champagne-au-Mont-d'Or) - Clermont Basket (Clermont-Ferrand) - Les enfants du Forez (Feurs) - Amicale Saint-Michel Basket Le Puy Haute-Loire (Le Puy-en-Velay) - Basket Club Montbrison (Montbrison) - FC Mulhouse Basket (Mulhouse) - Pfastatt AS Saint-Maurice (Pfastatt) - SO Pont-de-Chéruy Charvieu Chavanoz Basket-ball (Pont-de-Chéruy) - Étoile sportive Prissé-Mâcon (Prissé) - Beaujolais Basket (Quincie-en-Beaujolais) - Oullins Sainte-Foy Basket-Ball (Sainte-Foy-Les-Lyon) |

## Classements

### Poule A
| \| Rang \| Équipe \| Pts \| J \| G \| P \| Pp \| Pc \| Diff \| \| ---- \| ------------------------------------- \| ---- \| -- \| -- \| -- \| ---- \| ---- \| ---- \| \| 1 \| CTC Alliance Toulouse Basket \| 46 \| 26 \| 20 \| 6 \| 2076 \| 1866 \| 210 \| \| 2 \| Garonne ASPTT Basket (es) \| 45 \| 26 \| 19 \| 7 \| 2143 \| 1962 \| 181 \| \| 3 \| Azuréa Club Golfe-Juan-Vallauris \| 45+1 \| 26 \| 18 \| 8 \| 2202 \| 2020 \| 182 \| \| 4 \| Dax Gamarde basket 40 \| 44 \| 26 \| 18 \| 8 \| 1839 \| 1623 \| 216 \| \| 5 \| JSA Bordeaux Basket (R) \| 43 \| 26 \| 17 \| 9 \| 1978 \| 1827 \| 151 \| \| 6 \| ES Gardonne \| 43 \| 26 \| 17 \| 9 \| 2221 \| 2091 \| 130 \| \| 7 \| USA Toulouges \| 42+1 \| 26 \| 15 \| 11 \| 2079 \| 2003 \| 76 \| \| 8 \| REAL Chalossais (P) \| 39 \| 26 \| 13 \| 13 \| 1935 \| 1992 \| -57 \| \| 9 \| Beyssac Beaupuy Marmande \| 38 \| 26 \| 12 \| 14 \| 2086 \| 2146 \| -60 \| \| 10 \| Valence Condom Gers Basket \| 36 \| 26 \| 10 \| 16 \| 1978 \| 2045 \| -67 \| \| 11 \| Le Cannet Cote d'Azur Basket (P) \| 36 \| 26 \| 10 \| 16 \| 1945 \| 2075 \| -130 \| \| 12 \| Stade Marseillais UC \| 34 \| 26 \| 8 \| 18 \| 1964 \| 2034 \| -70 \| \| 13 \| Union Venelles Golgoths Basket 13 (P) \| 30 \| 26 \| 4 \| 22 \| 1962 \| 2176 \| -214 \| \| 14 \| Élan béarnais Pau Nord-Est \| 27 \| 26 \| 1 \| 25 \| 1741 \| 2289 \| -548 \| | - Qualification pour le barrage d'accession en NM1. - Relégation en NM3. - (P) : Promu de NM3 2015-2016 - (R) : Relégué de NM1 2015-2016 |      |    |    |    |      |      |      |
| Rang | Équipe | Pts  | J  | G  | P  | Pp   | Pc   | Diff |
| 1 | CTC Alliance Toulouse Basket | 46   | 26 | 20 | 6  | 2076 | 1866 | 210  |
| 2 | Garonne ASPTT Basket (es) | 45   | 26 | 19 | 7  | 2143 | 1962 | 181  |
| 3 | Azuréa Club Golfe-Juan-Vallauris | 45+1 | 26 | 18 | 8  | 2202 | 2020 | 182  |
| 4 | Dax Gamarde basket 40 | 44   | 26 | 18 | 8  | 1839 | 1623 | 216  |
| 5 | JSA Bordeaux Basket (R) | 43   | 26 | 17 | 9  | 1978 | 1827 | 151  |
| 6 | ES Gardonne | 43   | 26 | 17 | 9  | 2221 | 2091 | 130  |
| 7 | USA Toulouges | 42+1 | 26 | 15 | 11 | 2079 | 2003 | 76   |
| 8 | REAL Chalossais (P) | 39   | 26 | 13 | 13 | 1935 | 1992 | -57  |
| 9 | Beyssac Beaupuy Marmande | 38   | 26 | 12 | 14 | 2086 | 2146 | -60  |
| 10 | Valence Condom Gers Basket | 36   | 26 | 10 | 16 | 1978 | 2045 | -67  |
| 11 | Le Cannet Cote d'Azur Basket (P) | 36   | 26 | 10 | 16 | 1945 | 2075 | -130 |
| 12 | Stade Marseillais UC | 34   | 26 | 8  | 18 | 1964 | 2034 | -70  |
| 13 | Union Venelles Golgoths Basket 13 (P) | 30   | 26 | 4  | 22 | 1962 | 2176 | -214 |
| 14 | Élan béarnais Pau Nord-Est | 27   | 26 | 1  | 25 | 1741 | 2289 | -548 |

Golfe-Juan et Toulouges ont reçu 1 point supplémentaire grâce à leur qualification en 1/4 de finale du Trophée Coupe de France.

### Poule B
| \| Rang \| Équipe \| Pts \| J \| G \| P \| Pp \| Pc \| Diff \| \| ---- \| ----------------------------------- \| ---- \| -- \| -- \| -- \| ---- \| ---- \| ---- \| \| 1 \| La Charité Basket 58 \| 47 \| 26 \| 21 \| 5 \| 2177 \| 1898 \| 279 \| \| 2 \| Brissac Aubance Basket \| 46+1 \| 26 \| 19 \| 7 \| 2116 \| 1837 \| 279 \| \| 3 \| Union Tours Basket Métropole (S) \| 44 \| 26 \| 18 \| 8 \| 2001 \| 1769 \| 232 \| \| 4 \| Cognac Charente Basket-ball[note 1] \| 44-1 \| 26 \| 19 \| 7 \| 2038 \| 1821 \| 217 \| \| 5 \| AS Cherbourg \| 40 \| 26 \| 14 \| 12 \| 2167 \| 2038 \| 129 \| \| 6 \| La Rochelle Rupella 17 (R) \| 40 \| 26 \| 14 \| 12 \| 1769 \| 1800 \| -31 \| \| 7 \| Club Sportif Gravenchonnais (es) \| 39 \| 26 \| 13 \| 13 \| 2014 \| 2020 \| -6 \| \| 8 \| USV Ré Basket (es) \| 39 \| 26 \| 13 \| 13 \| 1902 \| 1980 \| -78 \| \| 9 \| Pays des Olonnes \| 38 \| 26 \| 12 \| 14 \| 1849 \| 1835 \| 14 \| \| 10 \| Pays de Fougères Basket (P) \| 38 \| 26 \| 12 \| 14 \| 1888 \| 1915 \| -27 \| \| 11 \| Pornic Basket Saint-Michel \| 37 \| 26 \| 11 \| 15 \| 1974 \| 2018 \| -44 \| \| 12 \| Angers Étoile d'Or St Léonard \| 37 \| 26 \| 11 \| 15 \| 1848 \| 1810 \| 38 \| \| 13 \| Rezé Basket 44 (P) \| 30 \| 26 \| 4 \| 22 \| 1694 \| 2190 \| -496 \| \| 14 \| La Berrichonne de Châteauroux (P) \| 26 \| 26 \| 1 \| 24 \| 1503 \| 2009 \| -506 \| | - Qualification pour le barrage d'accession en NM1. - Relégation en NM3. - (P) : Promu de NM3 2015-2016 - (R) : Relégué de NM1 2015-2016 - (S) : Second de NM2 2015-2016 |      |    |    |    |      |      |      |
| Rang | Équipe | Pts  | J  | G  | P  | Pp   | Pc   | Diff |
| 1 | La Charité Basket 58 | 47   | 26 | 21 | 5  | 2177 | 1898 | 279  |
| 2 | Brissac Aubance Basket | 46+1 | 26 | 19 | 7  | 2116 | 1837 | 279  |
| 3 | Union Tours Basket Métropole (S) | 44   | 26 | 18 | 8  | 2001 | 1769 | 232  |
| 4 | Cognac Charente Basket-ball | 44-1 | 26 | 19 | 7  | 2038 | 1821 | 217  |
| 5 | AS Cherbourg | 40   | 26 | 14 | 12 | 2167 | 2038 | 129  |
| 6 | La Rochelle Rupella 17 (R) | 40   | 26 | 14 | 12 | 1769 | 1800 | -31  |
| 7 | Club Sportif Gravenchonnais (es) | 39   | 26 | 13 | 13 | 2014 | 2020 | -6   |
| 8 | USV Ré Basket (es) | 39   | 26 | 13 | 13 | 1902 | 1980 | -78  |
| 9 | Pays des Olonnes | 38   | 26 | 12 | 14 | 1849 | 1835 | 14   |
| 10 | Pays de Fougères Basket (P) | 38   | 26 | 12 | 14 | 1888 | 1915 | -27  |
| 11 | Pornic Basket Saint-Michel | 37   | 26 | 11 | 15 | 1974 | 2018 | -44  |
| 12 | Angers Étoile d'Or St Léonard | 37   | 26 | 11 | 15 | 1848 | 1810 | 38   |
| 13 | Rezé Basket 44 (P) | 30   | 26 | 4  | 22 | 1694 | 2190 | -496 |
| 14 | La Berrichonne de Châteauroux (P) | 26   | 26 | 1  | 24 | 1503 | 2009 | -506 |

1. ↑  Cognac est sanctionné de 1 point de pénalité pour dépassement de masse salariale [1].

Brissac a reçu 1 point supplémentaire grâce à sa qualification en 1/4 de finale du Trophée Coupe de France.

### Poule C
| \| Rang \| Équipe \| Pts \| J \| G \| P \| Pp \| Pc \| Diff \| \| ---- \| ------------------------------- \| ---- \| -- \| -- \| -- \| ---- \| ---- \| ---- \| \| 1 \| Cergy-Pontoise Basket Ball \| 48 \| 26 \| 22 \| 4 \| 2048 \| 1820 \| 228 \| \| 2 \| AS Kaysersberg Ammer. BCA \| 47+1 \| 26 \| 20 \| 6 \| 1972 \| 1729 \| 243 \| \| 3 \| Berck Basket Club (R) \| 47+2 \| 26 \| 19 \| 7 \| 2055 \| 1778 \| 277 \| \| 4 \| Calais Basket Cheminots JMC \| 44 \| 26 \| 18 \| 8 \| 1949 \| 1787 \| 162 \| \| 5 \| Stade de Vanves Basket \| 42 \| 26 \| 16 \| 10 \| 1889 \| 1768 \| 121 \| \| 6 \| WOSB \| 41 \| 26 \| 15 \| 11 \| 1801 \| 1781 \| 20 \| \| 7 \| Union Sportive Maubeugeoise (P) \| 40 \| 26 \| 14 \| 12 \| 1898 \| 1848 \| 50 \| \| 8 \| Tourcoing SM \| 36 \| 26 \| 10 \| 16 \| 1778 \| 1887 \| -109 \| \| 9 \| Alerte Juvisy Basket (P) \| 36 \| 26 \| 10 \| 16 \| 1893 \| 2009 \| -116 \| \| 10 \| Jœuf Homécourt basket \| 36 \| 26 \| 10 \| 16 \| 1863 \| 1976 \| -113 \| \| 11 \| Union Sainte-Marie Metz Basket \| 35 \| 26 \| 9 \| 17 \| 1731 \| 1797 \| -66 \| \| 12 \| Tremblay Athlétique Club \| 34 \| 26 \| 8 \| 18 \| 1902 \| 1991 \| -89 \| \| 13 \| Basket Club Longwy Rehon (P) \| 32 \| 26 \| 6 \| 20 \| 1735 \| 2069 \| -334 \| \| 14 \| USO Bruay Labuissière (P) \| 31 \| 26 \| 5 \| 21 \| 1726 \| 2000 \| -274 \| | - Qualification pour le barrage d'accession en NM1. - Relégation en NM3. - (P) : Promu de NM3 2015-2016 - (R) : Relégué de NM1 2015-2016 |      |    |    |    |      |      |      |
| Rang | Équipe | Pts  | J  | G  | P  | Pp   | Pc   | Diff |
| 1 | Cergy-Pontoise Basket Ball | 48   | 26 | 22 | 4  | 2048 | 1820 | 228  |
| 2 | AS Kaysersberg Ammer. BCA | 47+1 | 26 | 20 | 6  | 1972 | 1729 | 243  |
| 3 | Berck Basket Club (R) | 47+2 | 26 | 19 | 7  | 2055 | 1778 | 277  |
| 4 | Calais Basket Cheminots JMC | 44   | 26 | 18 | 8  | 1949 | 1787 | 162  |
| 5 | Stade de Vanves Basket | 42   | 26 | 16 | 10 | 1889 | 1768 | 121  |
| 6 | WOSB | 41   | 26 | 15 | 11 | 1801 | 1781 | 20   |
| 7 | Union Sportive Maubeugeoise (P) | 40   | 26 | 14 | 12 | 1898 | 1848 | 50   |
| 8 | Tourcoing SM | 36   | 26 | 10 | 16 | 1778 | 1887 | -109 |
| 9 | Alerte Juvisy Basket (P) | 36   | 26 | 10 | 16 | 1893 | 2009 | -116 |
| 10 | Jœuf Homécourt basket | 36   | 26 | 10 | 16 | 1863 | 1976 | -113 |
| 11 | Union Sainte-Marie Metz Basket | 35   | 26 | 9  | 17 | 1731 | 1797 | -66  |
| 12 | Tremblay Athlétique Club | 34   | 26 | 8  | 18 | 1902 | 1991 | -89  |
| 13 | Basket Club Longwy Rehon (P) | 32   | 26 | 6  | 20 | 1735 | 2069 | -334 |
| 14 | USO Bruay Labuissière (P) | 31   | 26 | 5  | 21 | 1726 | 2000 | -274 |

Kaysersberg-Ammerschwihr a reçu 1 point supplémentaire grâce à sa qualification en 1/4 de finale du Trophée Coupe de France, Berck en reçoit 2 pour sa partifipation à la finale.

### Poule D
| \| Rang \| Équipe \| Pts \| J \| G \| P \| Pp \| Pc \| Diff \| \| ---- \| ------------------------------ \| ---- \| -- \| -- \| -- \| ---- \| ---- \| ---- \| \| 1 \| US Aubenas Basket (S) \| 48+2 \| 26 \| 20 \| 6 \| 2035 \| 1793 \| 242 \| \| 2 \| SOPCC Basket (S) \| 46 \| 26 \| 20 \| 6 \| 2124 \| 1863 \| 261 \| \| 3 \| Oullins Sainte-Foy Basket-Ball \| 43 \| 26 \| 17 \| 9 \| 2078 \| 1965 \| 113 \| \| 4 \| Enfants du Forez de Feurs \| 42 \| 26 \| 16 \| 10 \| 2031 \| 1929 \| 102 \| \| 5 \| Pfastatt AS Saint-Maurice (P) \| 41 \| 26 \| 15 \| 11 \| 2059 \| 1950 \| 109 \| \| 6 \| Besançon Avenir Comtois \| 40 \| 26 \| 14 \| 12 \| 1967 \| 1950 \| 17 \| \| 7 \| JL Bourg-en-Bresse rés. (P) \| 39 \| 26 \| 13 \| 13 \| 1785 \| 1777 \| 8 \| \| 8 \| Beaujolais Basket \| 38 \| 26 \| 12 \| 14 \| 2063 \| 2060 \| 3 \| \| 9 \| Étoile sportive Prissé-Mâcon \| 38 \| 26 \| 12 \| 14 \| 1857 \| 1989 \| -132 \| \| 10 \| Ouest lyonnais basket \| 37 \| 26 \| 11 \| 15 \| 1947 \| 1937 \| 10 \| \| 11 \| FC Mulhouse Basket (R) \| 37 \| 26 \| 11 \| 15 \| 1852 \| 1975 \| -123 \| \| 12 \| Basket Club Montbrison \| 36 \| 26 \| 10 \| 16 \| 1931 \| 2055 \| -124 \| \| 13 \| ASM Basket Le Puy Haute-Loire \| 34 \| 26 \| 8 \| 18 \| 1840 \| 1997 \| -157 \| \| 14 \| Clermont Basket \| 29 \| 26 \| 3 \| 23 \| 1793 \| 2122 \| -329 \| | - Qualification pour le barrage d'accession en NM1. - Relégation en NM3. - (P) : Promu de NM3 2015-2016 - (R) : Relégué de NM1 2015-2016 - (S) : Second de NM2 2015-2016 |      |    |    |    |      |      |      |
| Rang | Équipe | Pts  | J  | G  | P  | Pp   | Pc   | Diff |
| 1 | US Aubenas Basket (S) | 48+2 | 26 | 20 | 6  | 2035 | 1793 | 242  |
| 2 | SOPCC Basket (S) | 46   | 26 | 20 | 6  | 2124 | 1863 | 261  |
| 3 | Oullins Sainte-Foy Basket-Ball | 43   | 26 | 17 | 9  | 2078 | 1965 | 113  |
| 4 | Enfants du Forez de Feurs | 42   | 26 | 16 | 10 | 2031 | 1929 | 102  |
| 5 | Pfastatt AS Saint-Maurice (P) | 41   | 26 | 15 | 11 | 2059 | 1950 | 109  |
| 6 | Besançon Avenir Comtois | 40   | 26 | 14 | 12 | 1967 | 1950 | 17   |
| 7 | JL Bourg-en-Bresse rés. (P) | 39   | 26 | 13 | 13 | 1785 | 1777 | 8    |
| 8 | Beaujolais Basket | 38   | 26 | 12 | 14 | 2063 | 2060 | 3    |
| 9 | Étoile sportive Prissé-Mâcon | 38   | 26 | 12 | 14 | 1857 | 1989 | -132 |
| 10 | Ouest lyonnais basket | 37   | 26 | 11 | 15 | 1947 | 1937 | 10   |
| 11 | FC Mulhouse Basket (R) | 37   | 26 | 11 | 15 | 1852 | 1975 | -123 |
| 12 | Basket Club Montbrison | 36   | 26 | 10 | 16 | 1931 | 2055 | -124 |
| 13 | ASM Basket Le Puy Haute-Loire | 34   | 26 | 8  | 18 | 1840 | 1997 | -157 |
| 14 | Clermont Basket | 29   | 26 | 3  | 23 | 1793 | 2122 | -329 |

Aubenas a reçu 2 points supplémentaires grâce à sa participation à la finale du Trophée Coupe de France.

## Les playoffs
Les quarts-de-finale se jouent en 2 manches gagnantes. La rencontre retour et la belle éventuelle se disputent chez l'équipe la mieux classée.
|  | Quarts de finale | Quarts de finale           | Quarts de finale         | Quarts de finale | Quarts de finale       |    |                        | Demi-finales           | Demi-finales           | Demi-finales           |                        |    | Finale | Finale                   | Finale |
|  |                  |                            |                          |                  |                        |    |                        |                        |                        |                        |                        |    |        |                          |        |
|  | A2               | Garonne ASPTT Basket       | 94                       | 66               | 72                     |    |                        |                        |                        |                        |                        |    |        |                          |        |
|  | B1               | La Charité Basket 58       | 76                       | 80               | 103                    |    |                        |                        |                        |                        |                        |    |        |                          |        |
|  | B1               | La Charité Basket 58       | 76                       | 80               | 103                    |    | B1                     | La Charité Basket 58   | 87                     |                        |                        |    |        |                          |        |
|  |                  |                            |                          |                  |                        |    | B1                     | La Charité Basket 58   | 87                     |                        |                        |    |        |                          |        |
|  |                  | A1                         | Alliance Toulouse Basket | 58               |                        |    |                        |                        |                        |                        |                        |    |        |                          |        |
|  | D2               | A1                         | Alliance Toulouse Basket | 58               | SOPCC Basket           | 78 | 69                     | 68                     |                        |                        |                        |    |        |                          |        |
|  | D2               |                            |                          |                  | SOPCC Basket           | 78 | 69                     | 68                     |                        |                        |                        |    |        |                          |        |
|  | A1               | Alliance Toulouse Basket   | 63                       | 77               | 69                     |    |                        |                        |                        |                        |                        |    |        |                          |        |
|  |                  |                            |                          |                  |                        |    |                        |                        |                        |                        |                        |    | B1     | La Charité Basket 58     | 89     |
|  |                  | B2                         | Brissac Aubance Basket   | 75               |                        |    |                        |                        |                        |                        |                        |    |        |                          |        |
|  | C2               | AS Kaysersberg Ammer. BCA  | 83                       | 61               | 60                     |    |                        |                        |                        |                        |                        |    |        |                          |        |
|  | D1               | US Aubenas Basket          | 71                       | 64               | 72                     |    |                        |                        |                        |                        |                        |    |        |                          |        |
|  | D1               | US Aubenas Basket          | 71                       | 64               | 72                     |    | D1                     | US Aubenas Basket      | 71                     |                        |                        |    |        |                          |        |
|  |                  |                            |                          |                  |                        |    | D1                     | US Aubenas Basket      | 71                     |                        |                        |    |        |                          |        |
|  |                  | B2                         | Brissac Aubance Basket   | 91               |                        |    | Match pour la 3e place | Match pour la 3e place | Match pour la 3e place | Match pour la 3e place | Match pour la 3e place |    |        |                          |        |
|  | B2               | B2                         | Brissac Aubance Basket   | 91               | Brissac Aubance Basket | 47 | Match pour la 3e place | Match pour la 3e place | Match pour la 3e place | Match pour la 3e place | Match pour la 3e place | 79 | 71     |                          |        |
|  | B2               |                            |                          |                  | Brissac Aubance Basket | 47 |                        |                        |                        |                        |                        | 79 | 71     |                          |        |
|  | C1               | Cergy-Pontoise Basket Ball | 66                       | 72               | 59                     |    |                        |                        |                        |                        |                        |    | A1     | Alliance Toulouse Basket | 103    |
|  |                  |                            |                          |                  |                        |    |                        |                        |                        |                        |                        |    | D1     | US Aubenas Basket        | 82     |

Le club de Toulouse refuse finalement la montée en NM1.